# Arbalète (contre-torpilleur)
Pour les articles homonymes, voir Arbalète (homonymie).
L'Arbalète est un contre-torpilleur français de 300 tonnes de classe Arquebuse en service actif entre 1903 et 1919. Il fut réalisé principalement par le chantier Augustin Normand au Havre

## Caractéristiques
- Déplacement de 302 tonnes
- Moteur de 6 300 chevaux
- Dimensions : 58,3 × 6,4 × 3,2 m
- Vitesse PMP : 30 nœuds[2].

## Faits marquants

Le port d'Alexandrette (Iskenderun) vers 1900.

Pendant la Première Guerre mondiale, l'Arbalète est le navire amiral de la 1re escadrille de sous-marins et torpilleurs dépendant de la 1re Armée navale en Méditerranée. 
Le 28 janvier 1917, l'Arbalète, à la faveur de la nuit,  débarque à Atlit près de Haïfa l'agent de liaison Liebl Bernstein, du réseau d'espionnage Nili recruté parmi les juifs de Palestine, qui remplit une mission de renseignement pour les Britanniques dans la campagne du Sinaï et de la Palestine. 
Après la capitulation de l'Empire ottoman à l'armistice de Moudros (30 octobre 1918), les alliés franco-britanniques veulent occuper le sandjak d'Alexandrette. L'Arbalète est envoyée pour procéder au déminage du golfe. Mustafa Kemal Pacha, commandant des troupes ottomanes de la région, accepte le déminage mais fait savoir qu'il s'opposera au débarquement de troupes étrangères et entend conserver à la Turquie les zones non conquises au moment de l'armistice. Sur protestation de la commission d'armistice alliée, il est rappelé à Constantinople et son groupe d'armées dissous.